# Liste des cours d'eau du département du Jura
Pour un article plus général, voir Géographie du département du Jura.

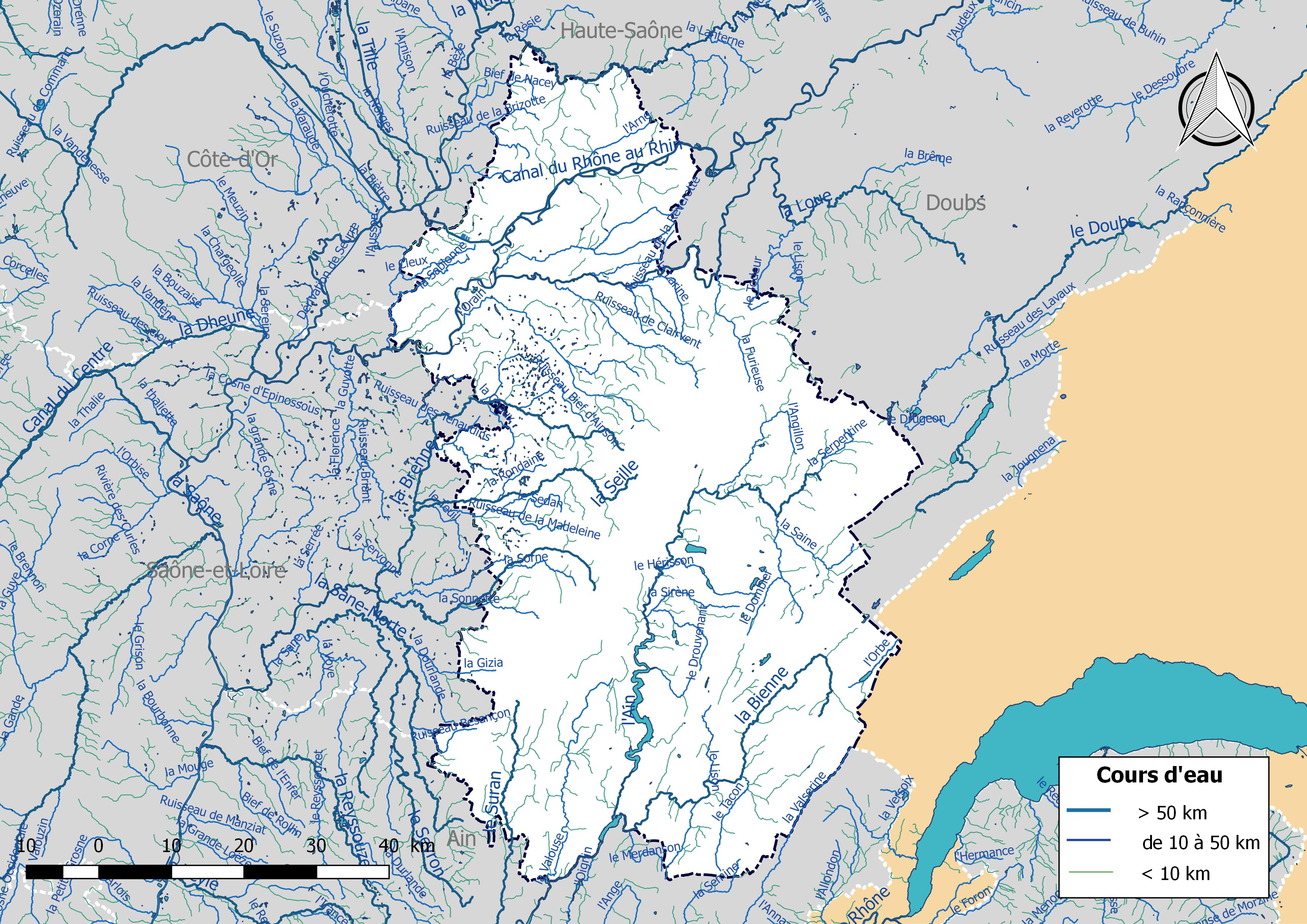
Réseau hydrographique du département du Jura (France).

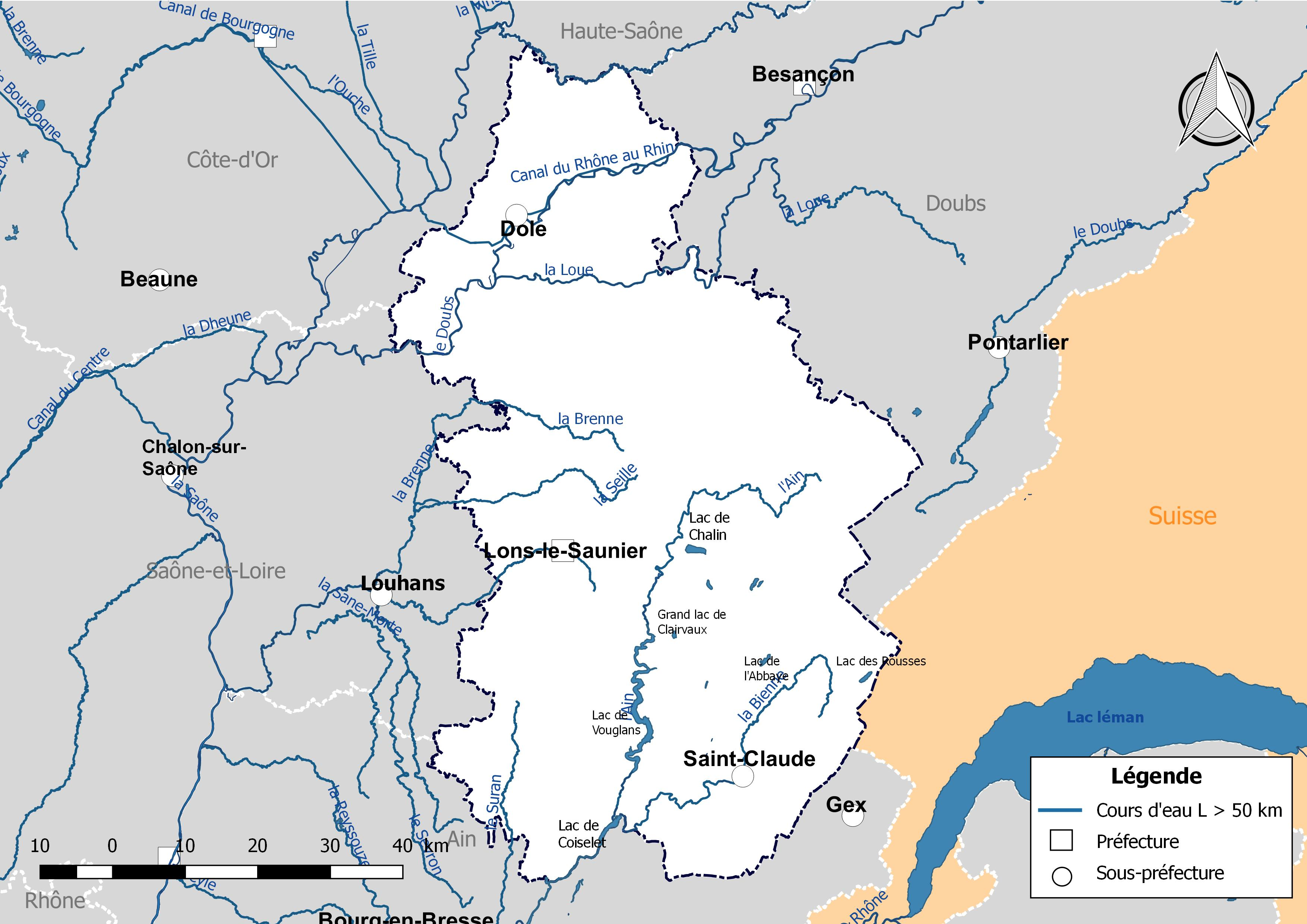
Carte des cours d'eau de longueur supérieure à 50 km drainant le département du Jura (France).

Carte du Jura avec principal réseau routier et hydrographique

Liste des cours d'eau du département du Jura est l'ensemble des fleuves, rivières et autres cours d'eau qui parcourent en partie ou en totalité le département français du Jura (39). La liste présente les cours d'eau, généralement de plus de 10 km de longueur, sauf exceptions.

## Classement par ordre alphabétique
- Ain[S 1] - Angillon[S 2] - Arne[S 3]
- Balerne[S 4] - Besançon[S 5] - Bief de l'Œuf[S 6] - Bienne[S 7] - Brenne[S 8]
- Canal du Moulin - Canal du Rhône au Rhin[S 9] - Cimante[S 10] - Clauge[S 11] - Cuisance[S 12]
- Dard[S 13] - Dombief[S 14] - Doubs[S 15] - Doye[S 16] - Drouvenant[S 17]
- Embouteilleux
- Fontaine de la Doye - Flumen[S 18] - Furieuse[S 19]
- Gizia[S 20] Grelot
- Hérisson[S 21]
- Lemme[S 22] - Loue[S 23]
- Ognon[S 24] - Orain[S 25] - Orbe[notes 1]
- Paillon - Piley
- Réverotte[S 26] - Ruisseau de Chapy[S 27] - ruisseau d'Ilay - ruisseau de Fontenu - ruisseau du Moulin
- Sablonne[S 28] - Saine[S 29] - Seille[S 30] - Semine[S 31] - Serpentine[S 32] - Sonnette - Suran[S 33]
- Tacon[S 34] - Thoreigne[S 35] - Ruisseau du Todeur[S 36]- Tonaille[S 37]
- Vallière[S 38] - Valouse[S 39] - Valouson[S 37] - Valserine[S 40] - Ruisseau de la Vèze[S 41]

selon le SANDREou selon la carte piscicole du Jura.

## Classement par fleuve et bassin versant

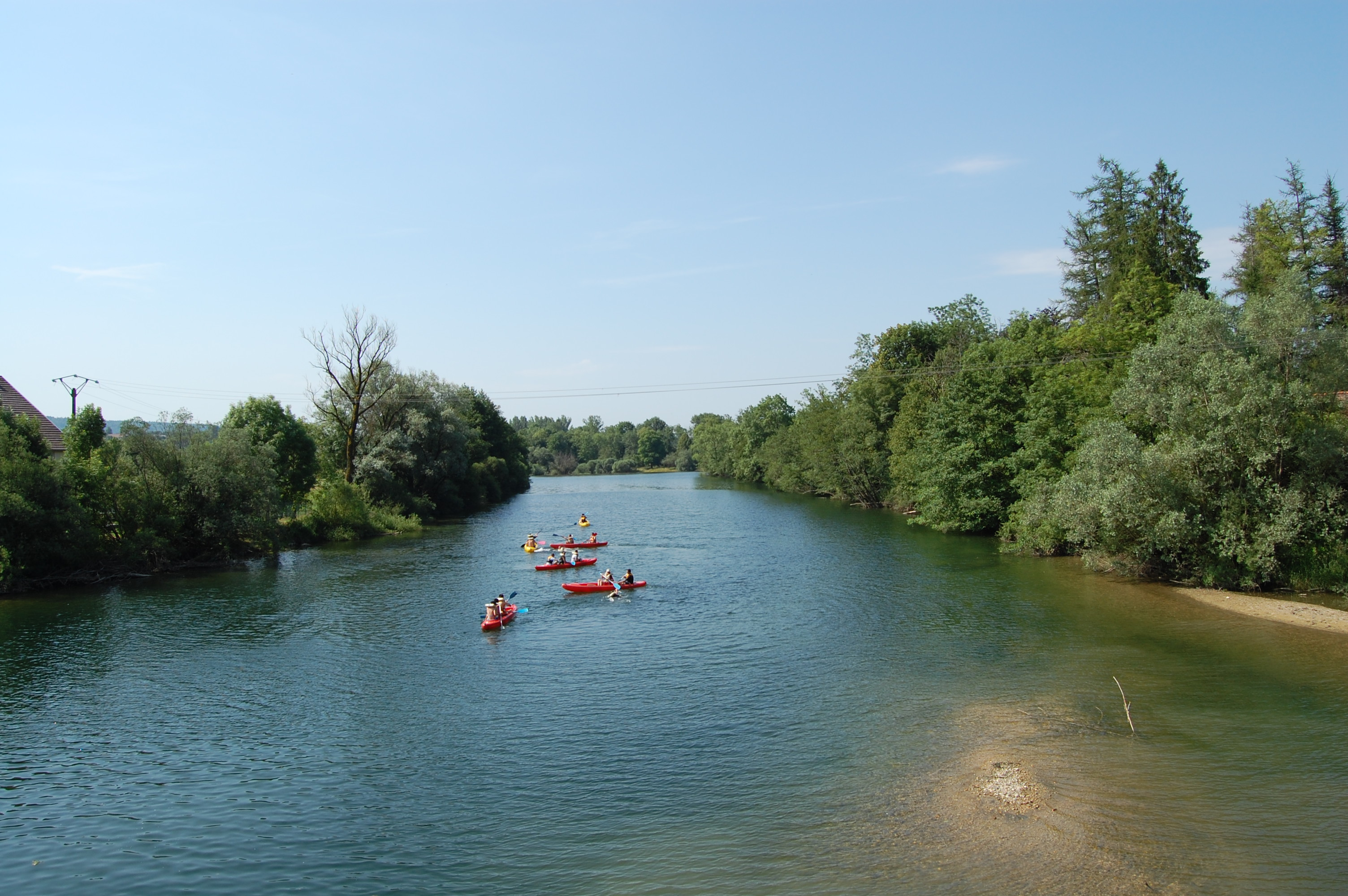
L'Ain à Pont-du-Navoy.

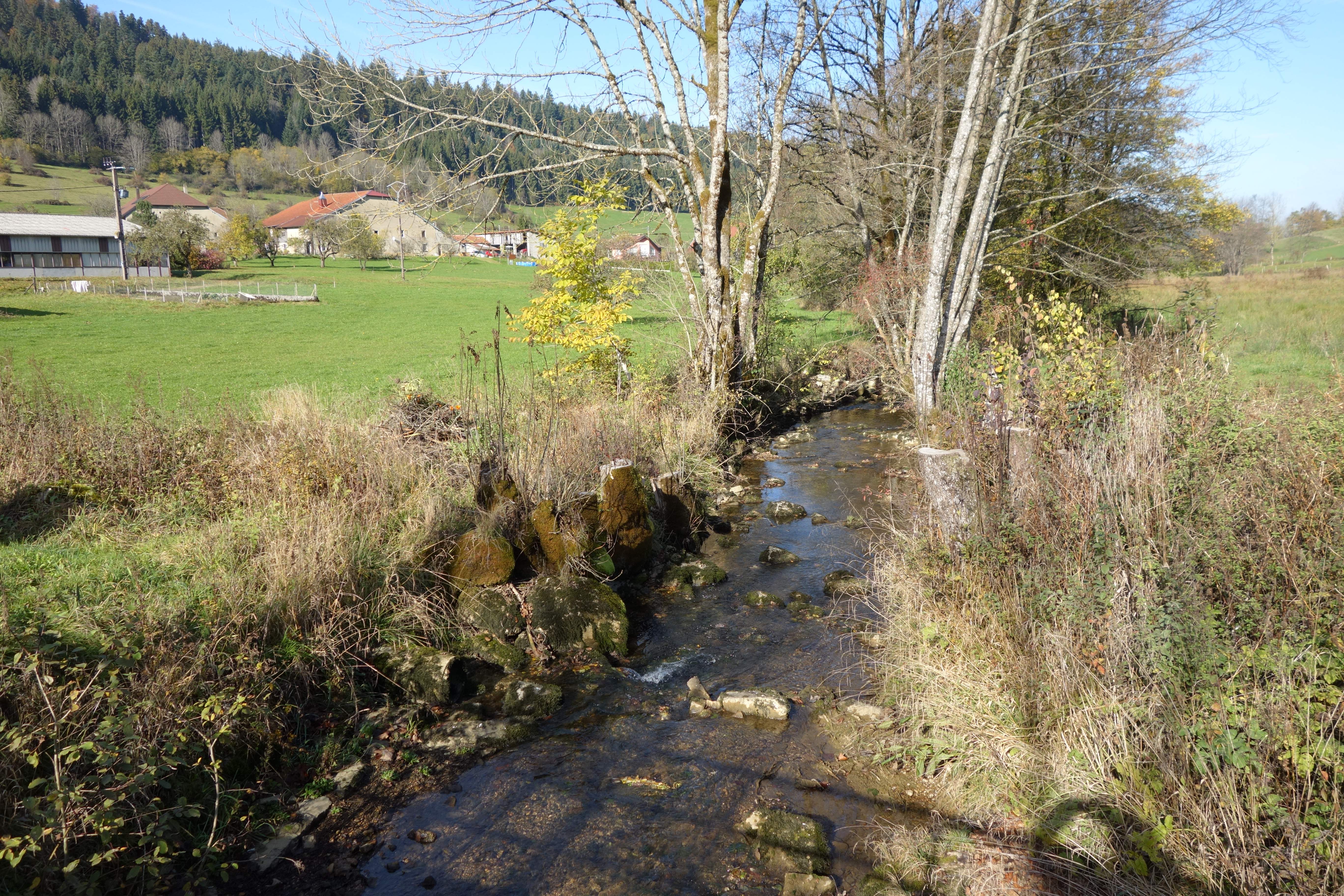
L'Angillon près de sa source aux Nans.

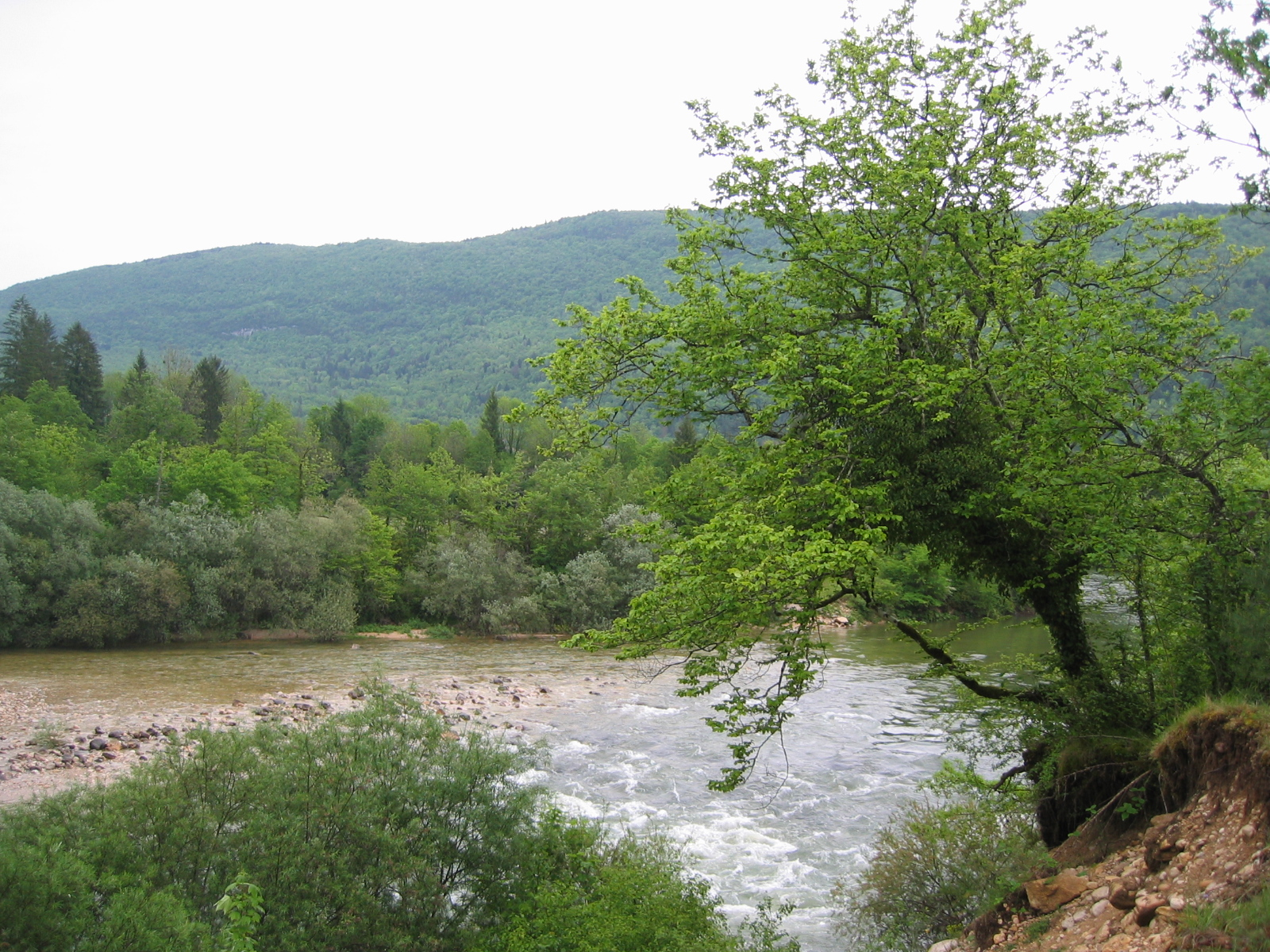
La Bienne en amont de Dortan.

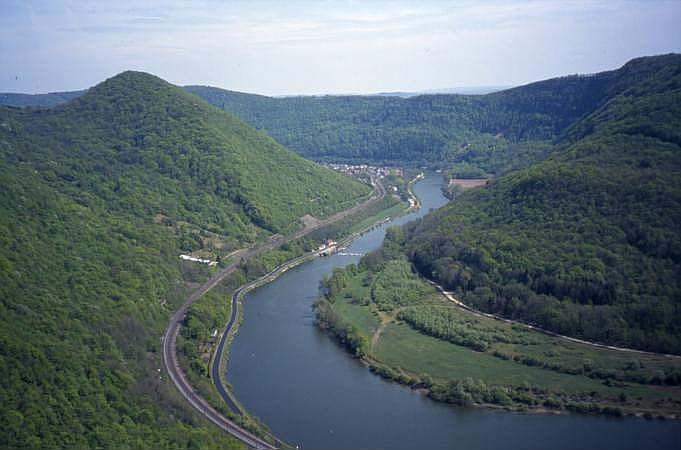
Le Doubs entre Laissey et Deluz, peu avant Besançon.

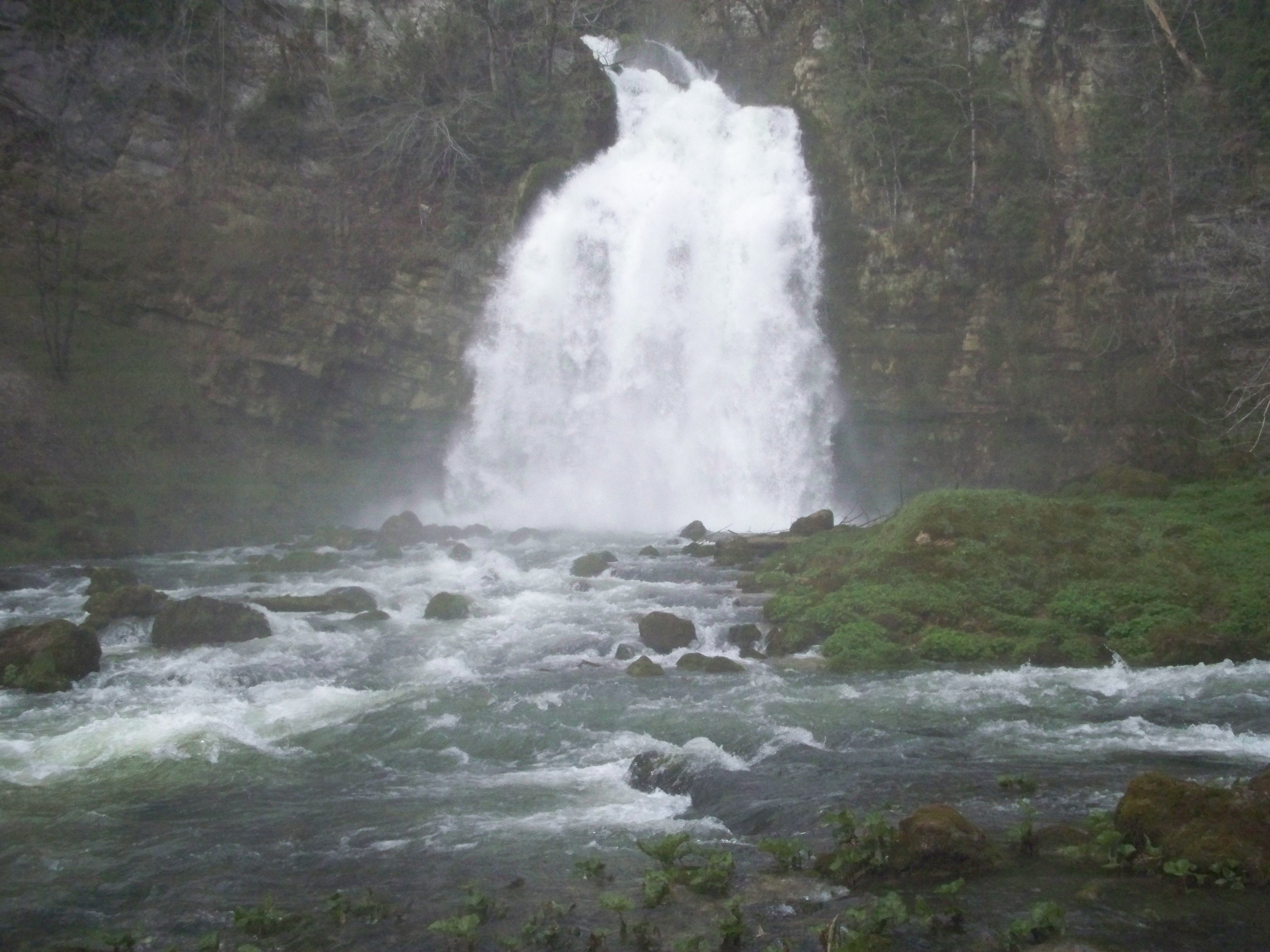
Cascade sur le Flumen.

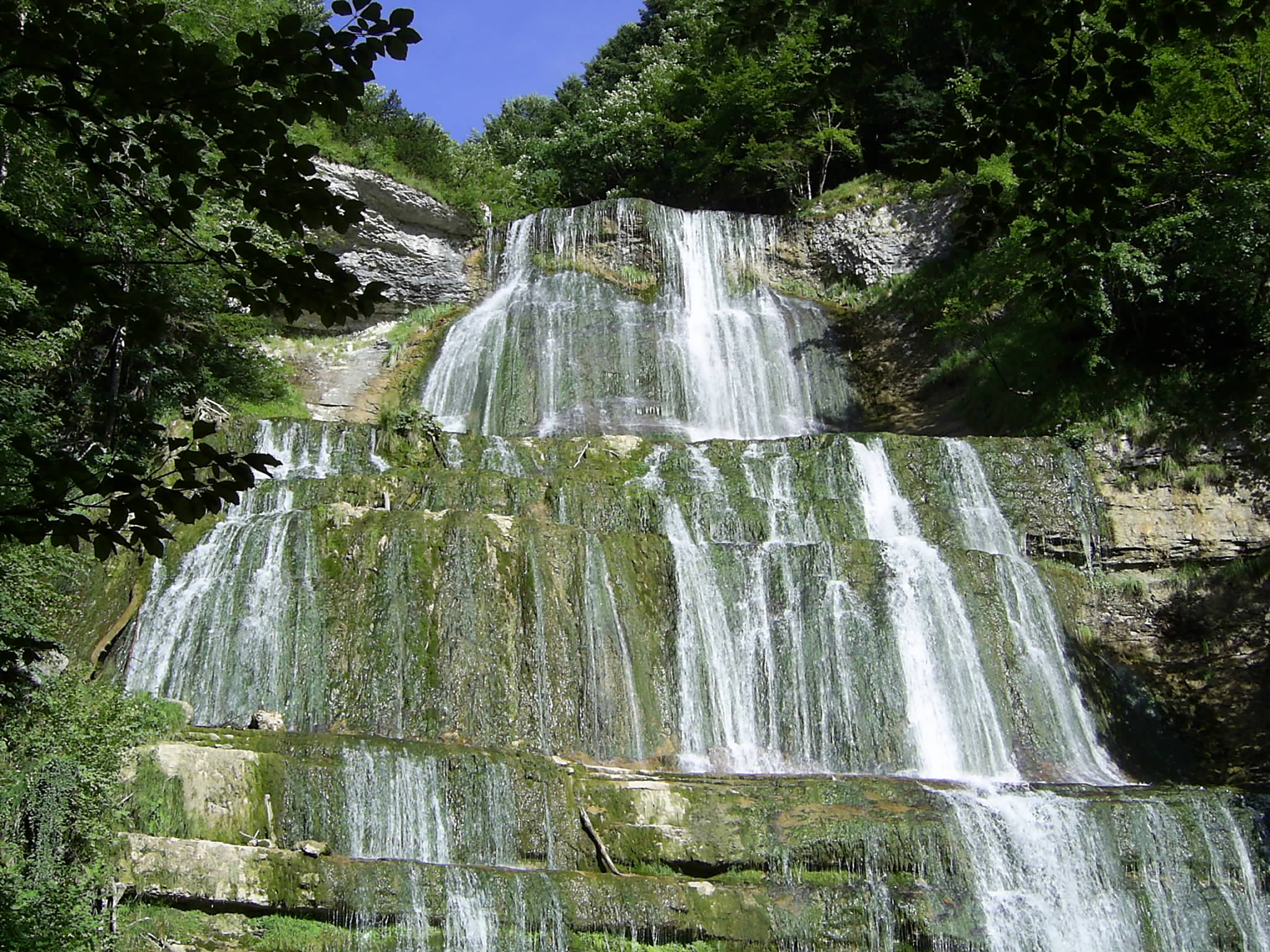
Cascade de l'Éventail sur le Hérisson.

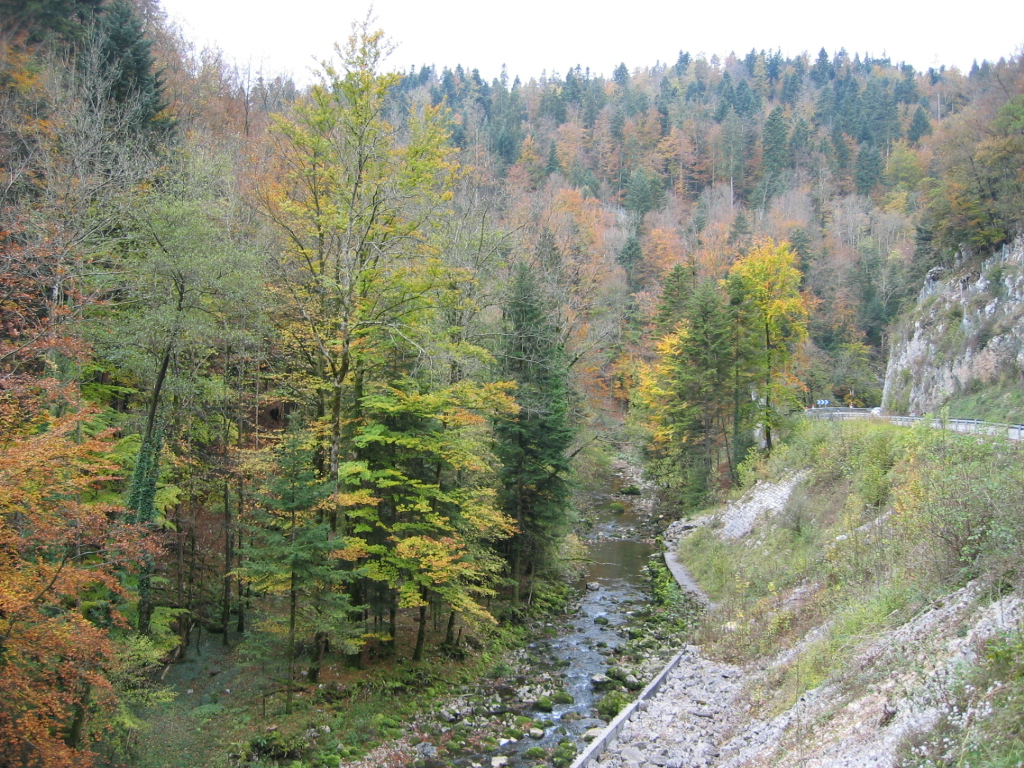
Les gorges de la Lemme.

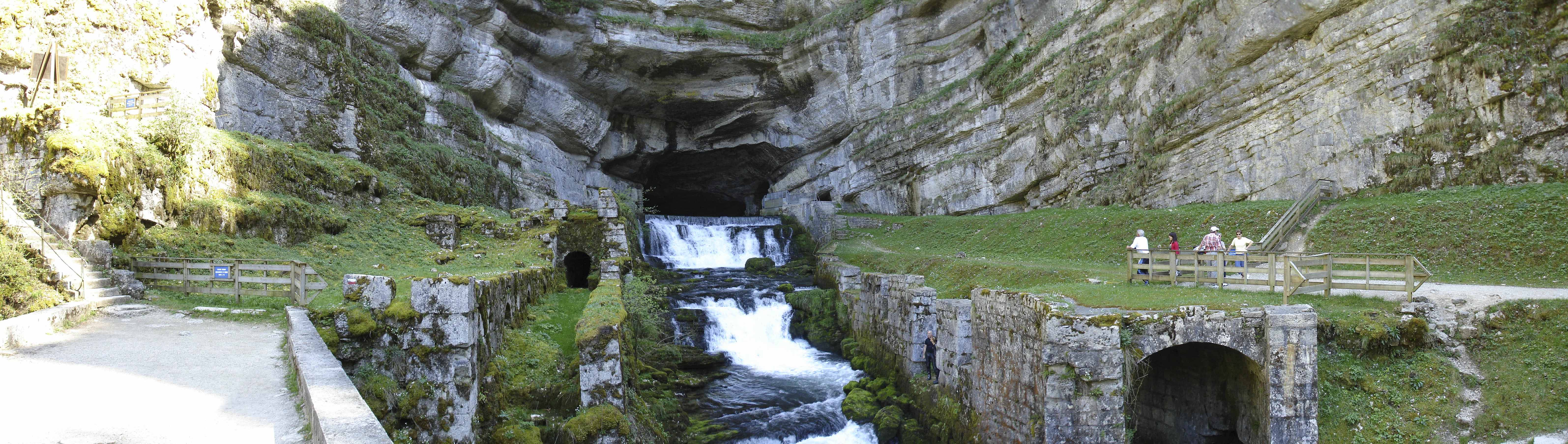
La source de la Loue et son aménagement

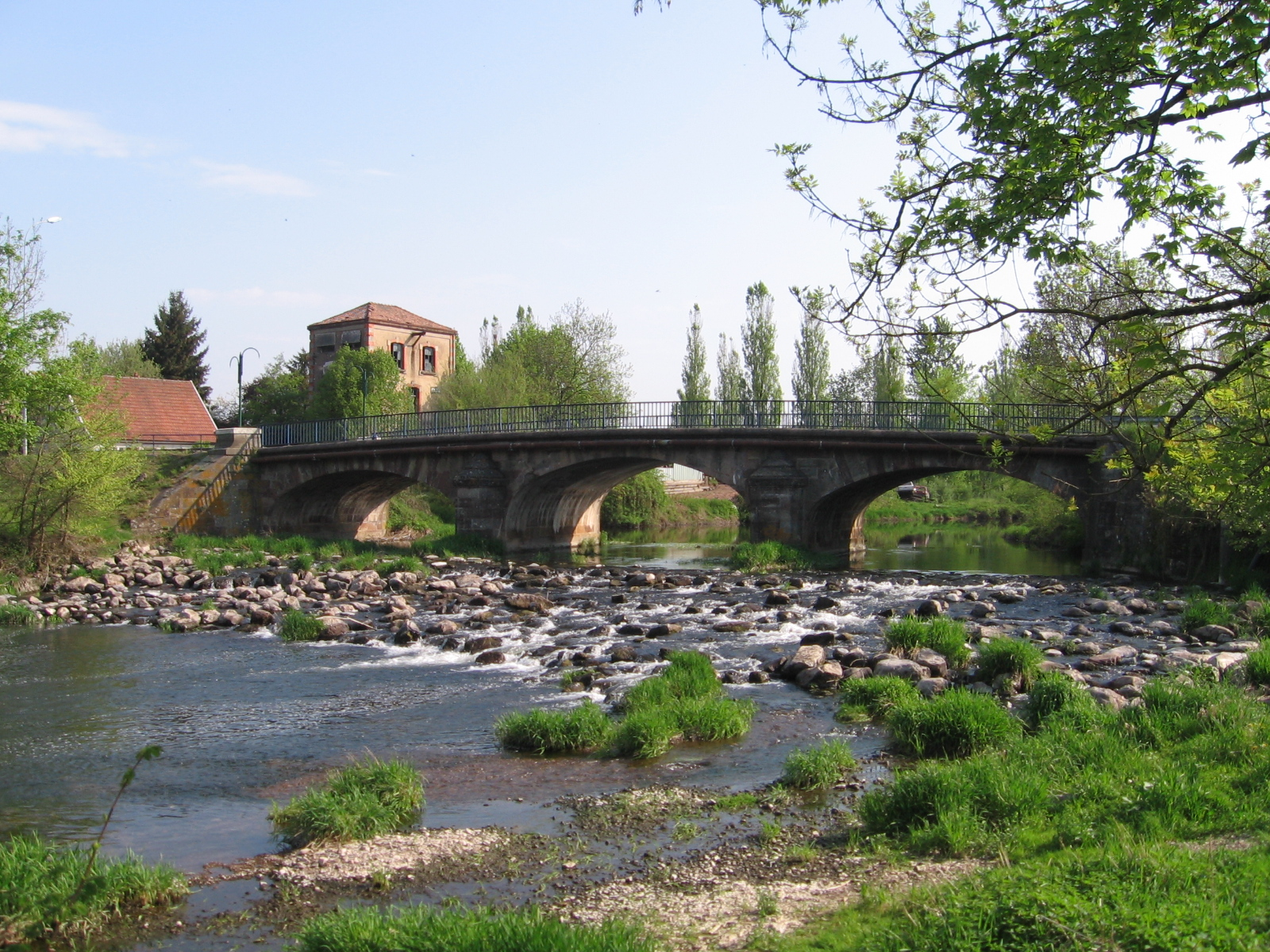
Pont sur l'Ognon près de Lure.

Le Jura n'est pas traversé par des fleuves : son bassin versant principal est celui du Rhône avec ses affluents en particulier ceux de la Saône et du Doubs, de l'Ain et de la Valserine, tandis que son bassin versant secondaire est celui du Rhin par l'Orbe.
- Ain 190 km[S 1]
  - Angillon 26,7 km[S 2]
  - Balerne 3,4 km[S 4]
  - Bief de l'Œuf 2,6 km[S 6]
  - Bienne 68,8 km[S 7]
    - le Tacon 17,4 km[S 34]
      - le Flumen 4,1 km[S 18]
        - le Ruisseau de Chapy 4,5 km[S 27]

  - Cimante 10,6 km[S 10]
  - le Suran 74 km[S 33]
    - la Doye 8,1 km[S 16]

  - le Drouvenant 17,8 km[S 17]
  - le Hérisson 20,5 km[S 21]
  - la Saine 19 km[S 29]
    - la Lemme 16,7 km[S 22]
      - Le Dombief 11,1 km[S 14]

  - la Serpentine 11,2 km[S 32]
  - la Valouse 41,8 km[S 39]
    - le Valouson ou Tonaille 9,3 km[S 37] mais bassin versant de 100 km2 avec la Thoreigne 9 km[S 35]
- La Saône 473,3 km[notes 2],[S 43]
  - la Canal du Rhône au Rhin 194,6 km[S 9]
    - l'Arne 15 km[S 3]

  - l'Ognon 213,6 km[S 24]
    - le ruisseau de la Vèze 9,5 km[S 41]

  - La Seille 100 km[S 30]
    - la Brenne 53,8 km[S 8]
    - Le Dard 2,1 km[S 13]
    - Le Solnan 61,6 km[notes 3],[S 44]
      - la Gizia 16,9 km[S 20]
      - la Vallière 50,8 km[S 38]
      - le Besançon 14,4 km[S 5]

  - Le Doubs 452,8 km[S 15]
    - la Clauge 35,4 km[S 11]
    - la Loue 122,2 km[S 23]
      - La Cuisance 32,2 km[S 12]
      - La Furieuse 18,7 km[S 19]
      - Le ruisseau de la Réverotte 16,2 km[S 26]
      - Le Ruisseau du Todeur 11,7 km[S 36] (via le Lison)

    - l'Orain 39 km[S 25]
    - la Sablonne 27,3 km[S 28]
- La Valserine 47,6 km[S 40]
  - La Semine 25,8 km[S 31]

concernant le bassin du Rhin
- l'Orbe 68,1 km[notes 1]

- Rivière disparue de l'Aar-Doubs

## Hydrologie
la Banque Hydro a référencé les cours d'eau suivants : 
- L'Ain : [source] à Conte[BH 1], à Bourg-de-Sirod[BH 2], à Marigny [Chalain][BH 3], à Châtillon[BH 4], à Cernon [Vouglans][BH 5],
- L'Angillon à Champagnole[BH 6],
- l'Arne à Lavans-lès-Dole[BH 7],
- La Bienne : à Saint-Claude [Chenavier][BH 8], à Tancua[BH 9], à Morez[BH 10], à Chassal[BH 11], à Jeurre[BH 12], à Chancia[BH 13],
- La Brenne à Sellières[BH 14],
- Le Besançon à Montagna-le-Reconduit[BH 15],
- La Sonnette (source à Grusse commune de Val-Sonnette - environ 20 km - se jette dans la Vallière aux abords de Sagy en Saône et Loire)
- Le Grelot (source à La Combe de Rotalier, commune de Rotalier - environ 5 km - se jette dans la Sonnette proche du hameau de Bonnaisod, commune de Val-Sonnette)
- Le canal du Moulin [canal du moulin] à Parcey[BH 16],
- La Clauge : à Villette-lès-Dole [Arcore][BH 17], à La Loye[BH 18],
- La Cuisance : à Bans[BH 19], à Les Planches-près-Arbois[BH 20], à Mesnay[BH 21],
- Le Doubs : à Rochefort-sur-Nenon[BH 22], à Dole[BH 23], à Neublans-Abergement[BH 24],
- L'Embouteilleux à La Pesse[BH 25],
- La Fontaine de la Doye à Graye-et-Charnay[BH 26].
- La Furieuse à Salins-les-Bains[BH 27],
- Le Hérisson à Doucier[BH 28],
- La Lemme à Fort-du-Plasne [Pont-de-Lemme][BH 29],
- La Loue : à Champagne-sur-Loue[BH 30], à Port-Lesney[BH 31], [totale] à Parcey[BH 32], [rivière] à Parcey[BH 33],
- Le Muy à Dournon[BH 34],
- L'Orain à Le Deschaux[BH 35],
- L'Orbe à Les Rousses[BH 36],
- Le Paillon : à Clairvaux-les-Lacs[BH 37], à Clairvaux-les-Lacs [Clairvaux aval][BH 38],
- Le Piley à Soucia [Clairvaux amont][BH 39],
- Le ruisseau de Fontenu à Fontenu [Chalain][BH 40],
- Le ruisseau du Moulin à Fontenu [Chalain][BH 41],
- Le ruisseau d'Ilay à La Chaux-du-Dombief[BH 42],
- La Saine : à Foncine-le-Bas[BH 43], à Syam[BH 44],
- La Seille : à Voiteur [amont][BH 45], à Arlay[BH 46], à Voiteur [aval][BH 47],
- Le Suran à Gigny [Croupet][BH 48],
- Le Tacon à Saint-Claude[BH 49],
- Le Tonaille à Chavéria [Chatagna][BH 50],
- La Thoreigne : à Orgelet [Pont de la Thoreigne][BH 51], à Orgelet [Sézéria][BH 52],
- La Vallière : à Lons-le-Saunier[BH 53], à Montmorot[BH 54],
- La Valouse à Thoirette [Chalea][BH 55],